# プリニー 〜オレが主人公でイイんスか?〜
『プリニー 〜オレが主人公でイイんスか？〜』（プリニー オレがしゅじんこうでイイんスか？）は、2008年11月20日に日本一ソフトウェアから発売されたPlayStation Portable用アクションゲーム。アメリカでは2009年2月17日に発売された。
『魔界戦記ディスガイアシリーズ』のキャラクターであるプリニーを主人公としたゲームである。キャラクターデザインは原田たけひと、音楽は佐藤天平である。英語版タイトルは PRINNY: Can I Really Be the Hero? 。続編に『プリニー2 〜特攻遊戯! 暁のパンツ大作戦ッス!!〜』がある。
「残機1000機」、「史上最凶のやみつきアクション」を謳い文句にしている。
2020年11月12日にはNintendo Switch版が配信され、続編と合わせたパッケージ版『プリニー1・2』も発売された。

## あらすじ
魔界では罪を犯した人間たちが魔界ヒエラルキー最下層の魔物「プリニー」となり、罪を償うために過酷な労働を行わされている。ある日、プリニー達は雇い主であるエトナに呼び出され、同僚達が「プリニー落とし」をされて地面に降り注ぐ中を駆けつける。プリニー達が黙っていた、彼女がとっておいたスイーツがいつの間にか無くなっている事がバレたのだ。「エトナ様のスイーツに手を出すプリニーはいないッス」「単にいつの間にか無くなっていたのを見て見ぬふりをしていただけッスー」というプリニー達の話を聞いたエトナがプリニー達に対するやつあたりを一通り終えた後、プリニー達はエトナの怒りに任せた命令により、翌朝までに、手に入れるのが命懸けの「究極のスイーツ」を入手する旅に向かわされるのであった。

## ゲームシステム
本作は横スクロールのアクションゲームで、主人公であるプリニーを操作して進んでいく。ステージの最後にはステージボスが控えており、ボスを倒すとステージクリアとなる。プリニーは攻撃を受けたり、ステージ上の敵と接触すると爆発し、別のプリニーがプレイヤーキャラクターを引き継ぐことになる。ゲームの最初から選ぶことのできるステージは6つで、この6つのステージを好きな順番で攻略でき、これらを攻略した後に更に4つのステージを攻略することになる。つまり、ゲームクリアには10のステージクリアが必要となる。10魔時間の制限時間が有り、ステージをクリアするとゲーム内で1魔時間が経過し、ステージの難易度や地形、ボスキャラクター、ステージクリアで入手するアイテムが変化する
。魔物は闇が深くなるにつれて強くなるため、攻略を後回しにすればするほどステージの難易度は上がる。
このゲームには、三回まで敵と接触してもセーフの「スタンダード」と、一度でも接触したり攻撃を受けると残機が減る「魔界公式ルール」の二つの難易度がある。どちらの難易度を選んでもストーリーに影響は無く、拠点のチュートリアル屋に話しかけることによってゲームの途中でも難易度を変える事が出来る。
オープニングが終わると、ゲームは基本的にプリニーの拠点から開始する。ステージ選択などの他に、プリニー達やエトナに話しかけてちょっとした物語を聞くことが出来る。拠点には最初はチュートリアル屋（アラミス）だけがおり、オープニング前に攻略するチュートリアルステージで必ず入手する「魔力玉」を使うとセーブ屋が出現する。他にも、入手した魔力玉の色に対応した魂に話しかけることによって、リプレイデータを再生・通信交換するリプレイ屋、キャラクターやアイテム、魔界勲章を確認できる記録屋、スイーツ製作を放棄してゲームオーバーになる代わりに、残機と残り時間以外の要素を次のプレイに引き継げる夜逃げ屋、一度クリアした他の時間帯のステージやダウンロードした配信ステージが遊べる時空の渡し人、入手したレコードを鑑賞したり、ステージのBGM設定が出来る音楽屋、各ステージに隠れているラッキードールを倒すと褒美をくれるラッキー教授が出現する。なお、拠点の上空には足場があり、時間が経つと足場が変化する。足場をたどると、ある人物に関するアイテムを入手できる。

### 操作方法
プレイヤーのプリニーは両手に持ったナイフを振り回して攻撃をする。□ボタンで攻撃し、ジャンプ中に□ボタンを押すと「プリニー連射」が発動し、ボタンを連打すると地上に向けて斬撃を発射する。攻撃に連射を多用するため、「□ボタンが壊れるゲーム」と言われる。
×ボタンでジャンプ。ジャンプ中にもう一度×ボタンで空中ジャンプが出来る。ジャンプ中の空中制動は出来ない。ジャンプ中に×ボタンと下ボタンを押すとヒップアタックになり、敵を気絶させたり、スイッチを押したり、急降下に使える。ボス戦ではボスの体力ゲージの横に表示された「ガードゲージ」の回数だけヒップアタックを喰らわせて気絶させるとボスの防御力がダウンして倒しやすくなる。また、ヒップアタックの直後は反動で少し飛び上がるのと、気絶した敵は足場に出来るため、空中にいる敵にヒップアタックをしてすぐにジャンプすることによって普通にジャンプするだけでは届かないところに行く事が出来る。
△ボタンで爆弾や樽、気絶した敵を持ち上げる。もう一度△ボタンを押すと持っている物を投げる。
○ボタンでプリニーが回転し、押し続けると回転速度が上がる。速度が上がった状態で左右の方向キーを押すとダッシュ。ただし、○ボタンを押しっぱなしにし続けるとプリニーが目を回し一定時間動けなくなる。ダッシュ時に下方向キーを押すと一定時間無敵になるスライディングが出来る。
Rボタンを押しっぱなしで方向キーを入力すると、画面をスライドさせて少し先の様子が分かる。
一度残機を使い果たしてゲームオーバーになると、スタンダードモード限定で待機しているプリニーを空から降らせて爆撃できる『プリニー落とし』が使えるようになる。使うと残機が減り、評価も下がる。一部ステージでは使用できない。
LボタンとRボタンを押しながら×ボタンを押すと自爆する。

## 登場人物
プリニー
声：間島淳司
本作の主人公。ペンギンのような姿で、中には罪人の魂が入っている。投げると爆発する。プレイヤーキャラのプリニーは赤いマフラーを巻いている。魔界のプリニー達は罪を償い、転生するために力のある悪魔の下で働いている。エトナの下で働いている面々は超低賃金で超重労働（1日20時間勤務など）をやらされているため勤務態度はだらけきっており、性格はテキトー。普段は「投げるな危険」と自ら言うほど、転んだだけの衝撃ですら爆発するが、プレイヤーは主人公の証である赤いマフラーのお蔭で少々のことでは爆発しなくなっている。が、爆発しにくくなっただけで爆発しない訳ではない。爆発するのを利用して、流星のように落とされて爆弾代わりにされることがある。
また、つい3日前にもプリニー隊の一団がエトナに『至高の麻婆豆腐』を探しに行かされたらしいが、一人も帰って来ないらしい。
エトナ
声：半場友恵
プリニーたちの主人である魔神。わがままで、傍若無人な振る舞いでプリニー達をこき使っている。かなりの甘党でスイーツにはうるさい。おそらく魔界一のプリニー持ちである。
ある条件を満たすとボスとして戦える。4体のプリニーが担ぐ輿に乗り、「プリニガーX」というプリニー型の空飛ぶロボット（正体は半永久的に馬車馬の如く働かせられるように改造されたプリニー）でレーザー弾を撃ってきたり、携帯電話でフロンなど『魔界戦記ディスガイア』のキャラクターを呼び出して攻撃を仕掛けてくる。
グルメオーガ
声：長嶝高士
「魔風草原」の領主。グルメとは言うが有機物なら何でも食べてしまうゲテモノ喰い。目が悪く、臭いで敵を探す。雄叫びや放屁も攻撃の内。
ナツとメグ
声：香坂夏希
「書の大森林」の領主である、双子の魔法剣士姉妹。ナツは活発で、サンダー系の魔法を使う。メグは冷徹で棒読み気味の物言い様で、ファイア系の魔法を得意とする。息の合った連携攻撃を仕掛けてくる。
ナツが姉のような言動を取るが、メグの方が姉である。メグは妹のナツの方が微妙に発育がいいことを気にしている。
アニス
声：荒井静香
ナツとメグが追いかけている黒猫。見た目は魔法使いだが、ぶりっ子の化け猫である。先に死んでしまってプリニーと化した彼氏、「二本の触覚がトレードマークの魔界のプリンス」を探している模様だが、片思いであり、しかも妄想らしい。ドツキと称して斧を振り下ろしてくる。他にも、魔法でゾンビを召喚する攻撃をする。
地震と勘違いするほどの地響きを起こすほど、彼女のいびきは酷い。ナツとメグにとってはこのいびきは大迷惑な事である。
星影
声：香坂夏希
「溶岩星の忍砦」の主。金髪の女性。外国人が日本語を喋る時のステレオタイプな口調で話す。星陰一族の1000年に一人の天才忍者だが、あまりにもの凶暴振りに手を焼いた先代によってアホな別人格を植え付けられた。満月になると凶悪化する。師匠（声：窪田吾朗）は蛙の姿をしている。
リーシャンロン
「溶岩星の忍砦」をねぐらとする火炎の龍王。火炎系魔法の管理人である。世が世なら魔王の召喚獣だったが、忍砦の動力源にされている。星影のペット。
カルダモンとセサミ
声：カルダモン：窪田吾朗、セサミ：荒井静香
「死神の処刑塔」のボス。金属製の恐竜の骸骨のような外見をした夫婦。よく関西弁風の夫婦漫才をやって日銭を稼いでいる。この漫才は通りがかりで立ち聞きしても金を取るらしい。カルダモンは情報屋という裏の顔も持つ。セサミは甘い物好きらしい。ボス戦ではカルダモンが囮になっている間にセサミが地中から飛び出して攻撃してくる。
モーガン
声：長嶝高士
武芸百般に通じる、魔界最大手の人材派遣会社の会長。しかし、やっていることは人攫いである。「死神の処刑塔」の残り6魔時間以降のボス。バクチーの所に雇われようとしたが「手は足りている」と断られた。ダースモーブーの兄である。
バクチー
声：野中秀哲
「魔海のアリア」にあるカジノのオーナー。いかさま賭博で一代で財を成した。耐久力以外は普通のゾンビ並。手ごわい用心棒を雇っている。
パプリカ
声：中村繪里子
バクチーに雇われた用心棒の一人。猫を被っている狐娘。格闘技の達人で多彩な技と素早さで相手を翻弄する。本当はスイーツ男爵に雇われたいと思っていた。
サイクロプス
宇宙魔族をモデルにして、バクチーのカジノの警備用に作られたロボット。多彩な攻撃を持ち、腕の左右で攻撃が違う。
モーブ
声：里見圭一郎
各ステージにいるザコ敵の代表の一つで、「モーブ大要塞」などに生息している。昔、究極のスイーツを手に入れようとして要塞の大半の戦士が殉職したらしい。物語の後半になると、スイーツ男爵の手下になってプリニー狩りをやっている。ボス戦では宙に浮かぶ戦車からレーザー弾を撃ってくる。
ターメリック
声：里見圭一郎
流しの傭兵。自称「不死鳥のターメリック」。仇の情報を手に入れる為に金を必要としている模様。その仇とはスイーツ男爵であり、敵討ちの理由は男爵のせいで毎日三食全てが酢豚のパイナップルとなり家族が離散したから。必殺技は大次元断。
戦いの最中に熱血丼を食し、自らをレベルアップさせることが可能な変り種。
マスター・ド・スパイス
声：窪田吾朗
闇鍋山の味仙人。究極のスイーツを作れる人物だが、持ってきた材料が気に入らないと持ってきたやつのはらわたをぶちまける、という気難しい人物。
料理の鉄巨人
味仙人が作った万能クッキングロボ。変形ロボ。なぜ鍵を持っているのか、なぜ爆弾を降らせることができるのかは謎である。鉄巨人と言うだけあってデカくてゴツい外見。胸部の溶鉱炉が弱点。最大のライバルは圧力鍋。
ダースモーブー
声：田村健亮
モーガンの弟。『デザートバイキング』と呼ばれる、スイーツ男爵に雇われている用心棒。暗殺と空中戦が得意。
スイーツ男爵
声：田村健亮
本編のラスボス。『黒砂の菓子砂漠』の向こうに城を構えている。様々なスイーツを研究しているらしい。毎日甘いものを食べていると言われるほど甘いものに目が無い。その正体は頭部が異常発達したモーブであり、卓越した頭脳と魔力を誇る。その頭を維持するために大量のカロリーを必要とするのだが、今では目的が入れ替わってしまっている。
『究極のスイーツ』を超える『Gスイーツ』を作ろうと目論み、その材料としてプリニーを狩っている。
盗まれたエトナのスイーツは男爵の所で売っている限定一億個の「激甘溶岩プリン」である。
アサギ
声：水橋かおり
あるアイテムを集める事によって、二周目以降に外伝的なシナリオのメインキャラクターとして登場する。通りがかりのプロデューサーに騙されて主役のつもりでいた。このシナリオではステージが固定されており（自分で選択できない）、全てのステージボスが彼女である。あの手この手で主役になろうと張り切る。
また、ダウンロード追加ステージ『練武の城』で『アサギ人形』として登場。城と共に様々な世界を漂泊していた模様で、安住の地を求めている模様。等身が低い上に素早しっこく、おまけに攻撃範囲が広い、その上凄まじく堅いと倒し難さ要素が目白押しである。制限時間が半分近くになるとゼタ本に「ロボットに乗りたい」と書き込み、オモチャのような二足歩行ロボットに乗り込む。このロボットは一定以上のダメージを与えると脚の部分だけ残る、という可笑しな状態になる。
プリニーラハール
声：水橋かおり
その名の通り、プリニーと化したラハール。ある条件で出現する「練武の塔」の一巡目ボス。プリニーになってもその力は凄まじく、体力もかなりのものだが、赤いマフラーをしているにも拘らず「投げるな危険」である。「自分が魔王だ」と言い張り傲慢な態度を取ったため、他のプリニー達に追い出された。今回の事件の発端は彼の仕業である。
なお、プリニー化する以前の固有技は現在でも健在だが、隕石に乗って敵目掛けて落下するメテオインパクトのみ、乗っているものがちゃぶ台や戦車や爆弾に変化している。
プリニーバール
その名の通り、プリニーと化したバール。「練武の塔」二巡目以降のボス。プリニーラハールと違って投げても何とも無い。攻撃や体力もバールを髣髴とさせる。ソードレインなど巨大な剣を大量に使った攻撃を主とする。
フロン
声：笹本優子
エトナ戦でエトナから呼び出される他に、ダウンロード追加ステージのボスとして登場。ラハールを早く元に戻す方法を探している様子。相変わらずの愛マニアの戦隊マニアで、ホッピングに乗って登場する。明らかにエトナの仕業な事をプリニー達のせいにする等、エトナのことを完全に信じきっている。
マローネ
ダウンロード追加ステージの『お化け島』のボス。『ファントム・ブレイブ』からゲスト参加。異世界イヴォワールのお化け島に迷い込んだ主人公プリニーのマフラーを見て「アッシュが悪魔に食べられた」と勘違いし襲ってくる。敗北後、大泣きしているのをアッシュが発見し、誤解だと気づくと逃げていくプリニーに謝ろうとした。小さな精霊を大量に召喚するなど、地味だが避けるのが面倒な攻撃を仕掛けてくる。
プレネールとうさぎさん
残機を使い果たしてゲームオーバーになると見られるバッドエンディング『アクションch』のニュースキャスターとして登場。プレネールは無言で、うさぎさんがニュースを一人で進行している。おまけに、テレビを見ているエトナに音量を0にまで下げられたため、音声が聞こえない。